# 스콜라주의

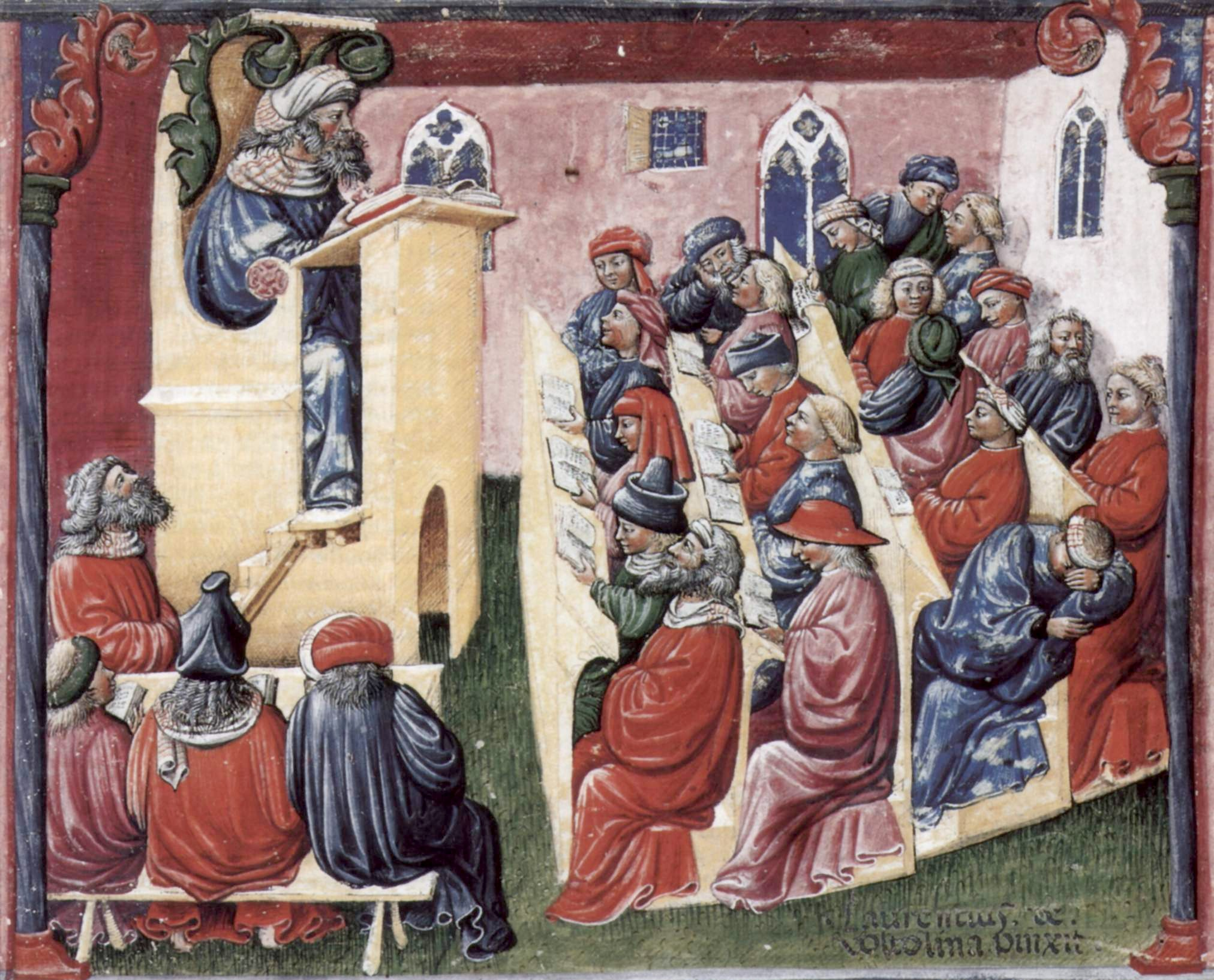
14세기 학교 모습

스콜라주의( - 主義, 영어: Scholasticism)에서 스콜라는 고대 그리스어에서 '여유'라는 뜻의 스콜레(σχολη)를 라틴어로 (schola) 소리 나는 대로 적은 낱말로, 오늘날 '학파'라는 뜻으로 이해되고 있으며, 특히 9세기에서 15세기에 걸쳐 유로국가의 정신세계를 지배한 신학에 바탕을 둔 철학적 사상을 일컫는 데 쓰이고 있다. 때문에 철학사에서는 이 시기의 철학을 통틀어서 흔히 스콜라주의라 부르고 있다.
스콜라 철학은 기독교의 신학에 바탕을 두기 때문에 일반 철학이 추구하는 진리 탐구, 인식의 문제를 신앙과 결부해 생각하였으며, 인간이 지닌 이성 역시 신의 계시 혹은 전능 아래에서 이해하였다. 가령, 스콜라 철학에서는 신의 존재 문제를 애써 다루었는데, 여기서 스콜라의 철학자들은 이 문제를 단순히 물질적 혹은 추상적인 방법론으로 관찰 또는 연구하지 않고 언제나 기독교의 신앙에 따라 해결하고자 노력하였다. 이와 같은 노력의 산물 혹은 수단으로서 스콜라의 철학자들은 아리스토텔레스의 전통 아래 광범위하게 논리학을 발전시킨 것으로 평가되고 있다.

## 역사
게르만 민족의 이동 이후에 유럽은 얼마 동안 문화 부진의 시기에 들어선다. 이 무렵의 문화는 대륙이 아니라, 오히려 아일랜드와 잉글랜드에서 어느 정도 유지되었다. 이 동안 북부 갈리아를 중심으로 하는 프랑크 왕국이 발전하고, 카를 대제가 재위할 당시에는 유럽을 거의 통일하였다. 카를 대제에 의해 시작된 학예의 전개는 중세 유럽에 최초의 문화를 개화시킨 것으로 '카롤링거 르네상스'라고 불린다. 카를 대제의 본래 의도는 성직자의 교양을 높여서 바른 기독교 신앙을 전파시키려는 것이었으며, 이를 위해 우선 정확한 라틴어 습득을 요구했다. 대제는 이 운동의 리더로서 잉글랜드 북부의 요크 출신인 아르퀴누스(735경-804)를 초빙하였고. 곧 중세 초기에 섬나라에 보존되었던 문화가 대륙에 이식되었다.
카롤링거 르네상스 후기의 사상가로서 고트샤르크(808경-867)와 스코투스 에리우게나를 든다. 고트샤르크는 아우구스티누스의 영향을 받아 이중예정설(二重豫定說)을 주장하여 이단의 선고를 받았다. 그러나 그의 논설을 둘러싸고 서프랑크 왕국에서는 신학 논쟁이 활발해져 성찬, 신의 예정, 자유 의지 등 여러 문제가 논의되었다. 그러나 이 무렵 사상가의 사상 내용은 고도의 것이라고는 할 수 없으며, 신학도 대체로 교부 등의 주장을 인용하는 정도였다. 그 중에서 독창적이고 뛰어난 사상가는 스코투스 에리우게나 한 사람뿐이었다고 할 수 있다. 그의 <자연구분론(自然區分論)>은 중세 전반의 유일한 철학서로 보고 있다. 10세기에 들어서면 유럽 문화는 다시 침체한다.
베렌가리우스(999/998-1088)는 투르 출신으로 신앙에 대해서 이성을 중요시하고 <성스러운 만찬에 대하여>에서 성스러운 빵과 포도주는 예수의 살과 피를 갖고 있지 않다고 주장하여 교회로부터 이단으로 몰렸다. 베렌가리우스의 주장을 논박한 것이 골 베크의 수도사이며, 후에 캔터베리 대주교가 된 란프랑쿠스(1004경-1089)이다. 그는 이성에 의해 신앙을 강화하는 것은 인정하였으나, 이성의 악용에는 반대하였다. 최초의 스콜라 철학자라고 일컬어지는 안셀무스는 그의 제자이다. 프랑스의 페트루스 다미아니는 그의 저서 <신의 전능에 대하여>에서 철학적 고찰은 헤아릴 수 없는 신의 전능을 나타내기 위한 것이라고 하며, 세속의 학문에 대해 신학의 우위를 강조하였다. 안셀무스는 신의 존재를 성서의 권위에 의하지 않고 이성에만 의거해서 논증하고자 하여 역사적으로 유명한 신의 본체론적(本體論的) 증명을 내세웠다.
안셀무스의 선구적 활동에 의해 준비된 스콜라 철학은 12세기의 논리만능, 인문주의, 신비주의의 물결을 따라 촉진되어, 13세기에는 발전이 절정에 이르렀으며, 중세 문화의 최성기, 중세 사조의 원숙기를 이루었다. 교사 아벨라르두스가 편력하는 곳마다 학생이 모여들어 학원을 이루던 12세기가 지나고, 13세기에는 파리·옥스퍼드에 의해 대표되는 교사와 학생의 길드적 단체인 대학이 새로운 교육 체제와 특권을 갖고 고정화되었다. 강의와 토론이라는 주요 교수 방식이 채택되고 교수 자격도 규정되었다. 그 무렵 출현한 2대 탁발수도회 수도사가 대학의 조직을 유지하는 요원으로 일하였다. 이러한 움직임 가운데서 아리스토텔레스 철학의 물결은 아라비아와 유대의 철학자를 거쳐 유럽으로 밀려왔고, 그리스 원전의 직접 번역과 함께 일세를 풍미했다.
프란체스코회 학파는 많은 점에서 아리스토텔레스 철학과 아라비아 및 유대 철학의 이론을 받아들였으나, 종자적 원리(種子的原理)나 조명설(照明說)에서는 아우구스티누스의 전통을 지켜 보수적 경향을 갖고 있었다. 헬즈의 알렉산데르(1170경-1245)는 <신학대전(神學大全)>을 썼고, 아리스토텔레스 철학 전체를 이해하여 교의 확립에 기여하였다. 보나벤투라는 경험적 자연 인식설을 인정하면서, 그 바탕 위에서 신적 조명설을 주장, 신과의 직접적 일치를 말하는 신비주의를 주장하였다. 한편 옥스퍼드의 로저 베이컨 등은 아리스토텔레스보다는 오히려 아라비아 자연 과학자들의 광학 사상(光學思想)을 받아들였다. 반면 도미니코회 학파는 아리스토텔레스의 철학 전체를 적극적으로 기독교에 받아들이고, 이 철학 체계 위에서 아우구스티누스적 신학의 전통을 지킨 중도파(中道派)였다. 따라서 아우구스티누스 주의의 보수파와 아베로에스파의 급진파로부터 동시에 공격을 받았다. 알베르투스 마그누스는 당대 모든 신지식을 기독교에 받아들이고, 아리스토텔레스의 철학 전체를 기독교화시키는 데 노력하였다. 토마스 아퀴나스는 아리스토텔레스 철학을 결정적으로 수용함으로써 기독교와의 대화를 확립하였다.
둔스 스코투스는 토마스 아퀴나스와 대결하며 그의 사상을 전개시켰고, 아우구스티누스를 전면에 내세우며 풍요한 문제 의식을 갖고 아리스토텔레스주의와의 종합을 시도하였는데, 그는 성기 스콜라 철학과 후기 스콜라 철학과의 경계에 위치한다. 옥스퍼드의 수학적 과학 정신과 프란체스코회적 아우구스티누스 주의로부터 이중적 영향을 받으며 토마스 체계의 논증에 대해 엄밀한 척도를 적용하여 가장 깊은 관점으로부터 보정(補正)하도록 하였다. 그가 인용한 겐트의 헨리는 토마스의 주지주의를 배격하고 의지의 우위를 주장하였다. 질료(質料)를 개별화의 원리로 보지 않고 존재와 본질의 실재적 구별을 부정하였다. 에크하르트의 신비주의나 오컴의 윌리엄의 유명론에서 볼 수 있는 근대정신의 싹은 이윽고 근세철학, 자연과학에의 길을 개척하고 근대적 자아(自我)를 탄생시킨다.
중세 말기에 일시 쇠퇴했던 스콜라 철학은 16세기에 이르러 이탈리아, 에스파냐, 포르투갈에서 부흥의 징후를 보이는 등 새로운 시대에 적응하려고 하였다. 경험 과학의 진리나 신교의 주장 등 새로운 견해를 스콜라 철학의 체계에 받아들이는 태도는 일찍이 신앙과 이성의 통일을 본질로 하는 스콜라 철학의 본디 면모였다. 이탈리아의 카예타누스(1469-1534)는 파도바 대학에서 형이상학을 가르치며 같은 대학에서 아베로에스설을 신봉하는 폼포나치를 공격했다. 에스파냐에서는 제수이트회의 폰세카(1528-1599)가 은총과 자유의지의 화해를 주장하고, 제자 모리나(1535-1600)도 같은 주장을 해서 스승보다 더 유명해졌다. 모리나의 주장과 토미즘을 조화시키려고 한 것이 수아레스이다. 그의 설은 제설종합(諸說綜合)이었다. 그러나 이러한 종합은 용이하지 않아 단지 절충했을 뿐이라는 비판을 받았다. 이러한 비평에도 불구하고 스콜라 철학의 전통은 지켜지고 근세에 계승되었다.

## 아리스토텔레스 연구
스콜라 철학은 아리스토텔레스 철학과의 대결을 통해 전개되었다. 아리스토텔레스 철학의 재발견이 기독교 세계에 던진 파문의 의의는 매우 크다. 철학 자체 안에 감추어진 방법론이나 이교적(異敎的) 세계 해석이 문제가 될 뿐 아니라 재발견의 경로가 된 아라비아 철학자의 주석과의 혼동도 문제를 야기시켰다. 12세기 중기에 발견된 논리학에 이어 아라비아어로부터의 번역으로 <자연학>이, 그리스어로부터의 번역으로 <형이상학>이 들어와 파리에서 읽혀졌다. 이슬람교 아리스토텔레스주의 대표자들의 철학은 교의와 모순되는 점이 많았기 때문에 위험시되고 자연학, 형이상학 관계 저작의 주해를 가르치는 것은 1210년에 재삼 금지령을 받았다. 위원회의 검토로 오류를 제거하기 위해 교수가 금지되었지만, 오류 제거를 위해서는 내용 연구가 필요했기 때문에 효과를 거두지 못했다.
오베르뉴의 윌리엄(1180경-1249)은 지상 세계의 설명에 자연학이 탁월함을 인정하는 한편, 아라비아 철학자의 주장을 비판하였다. 헬즈의 알렉산데르는 아리스토텔레스 철학의 전체를 알아 교의 확립에 기여한 최초의 사람이 되었다. 교의와 상충하는 주석으로서는 아비켄나의 우주의 영원성이나 능동지성(能動知性)의 유일성, 아베로에스의 이중진리(二重眞理) 등이 지적되었다. 유대의 철학자 마이모니데스는 아리스토텔레스와 신플라톤주의의 영향을 받아 학문적인 유대 신학을 총결산하여 기독교 사상가에게 현저한 영향을 미쳤다. 이러한 모색과 탐구의 결과, 13세기에는 모르베카의 윌리엄(1215-1286경) 등에 의해 주요 저작 전체가 그리스어 원전으로부터 번역되어 바른 이해를 얻게 되었다. 토마스 아퀴나스를 중심으로 하는 스콜라 신학자들의 이와 같은 노력의 결과로, 기독교적 아리스토텔레스주의의 건전한 토착화(土着化)가 이루어졌다. 그 결과 1366년에는 아리스토텔레스 연구가 리첸티아 지원자의 의무가 되기까지 했다.
아리스토텔레스 철학이 이처럼 급속히 중세철학에 영향을 끼친 원인으로서는 다음과 같은 시대사정을 생각할 수 있다. 첫째 당시의 기독교 기반의 서양은 이슬람교를 믿는 아라비아 세력의 침략 아래 있었다. 이슬람교는 사상적 무기로서 아리스토텔레스 철학에 의해 체계화된 신학을 이미 갖고 있었다는 것, 둘째는 기독교 철학과 아리스토텔레스 철학의 내적·필연적 연관에 관한 것이다. 말하자면 아우구스티누스 철학의 중심문제는 신과 영혼이어서 자연이 객관적으로 문제시되지 않았었다. 그러기에 아우구스티누스의 사상 속에는 신학과 심리학은 있었으나 자연학이 없었고, 따라서 그의 신학은 자연학의 정초(定礎)인 형이상학적 기초가 결핍되어 있었다. 그러니 기독교 철학이 다만 신과 영혼에만 관련되지 않고 천지만물, 즉 만유(萬有)를 포괄하는 체계를 갖추기 위해서는 아우구스티누스의 사상만으로는 불충분하였다. 이에 아리스토텔레스 철학을 재래의 아우구스티누스 철학과 조화시키기 위하여 나선 이가 신학자이자 철학자인 알베르투스 마그누스와 그의 제자 토마스 아퀴나스이다. 토마스는 아리스토텔레스 철학을 심화시켜 그 '제1동자(第一動者)', 즉 '부동(不動)의 원동자(原動者)'를 만유의 창조 원인인 신으로 파악하였다. 토마스는 자연과 은총(Gratia)을 구별하였으나 아우구스티누스와 같이 대립시키지 않고 은총은 자연을 파괴하지 않고 완성한다(gratia non tollit naturam, sed perficit)이라고 생각하였다. 이리하여 토마스 철학 속에는 아리스토텔레스 철학과 아우구스티누스 신학이 깊은 근저에 있어서 집합된 것이다

## 같이 보기
- 아리스토텔레스주의
- 결의론
- 중세철학
- 유명론
- 스코투스주의

## 참고 문헌
- 이상영, 이재승 공저, 법사상사, 한국방송통신대학교출판부, 2005.[쪽 번호 필요]
- 이 문서에는 다음커뮤니케이션(현 카카오)에서 GFDL 또는 CC-SA 라이선스로 배포한 글로벌 세계대백과사전의 내용을 기초로 작성된 글이 포함되어 있습니다.